# Tang Yizong
Tang Yizong (zijn persoonlijke naam was Li Wen) (28 december 833 – 15 augustus 873) was een keizer van de Chinese Tang-dynastie (618-907). Yizong regeerde van 859 tot zijn dood in 873. 
Yizong was de oudste zoon van keizer Xuānzong (810-859). Na diens dood kwam Yizong op de troon dankzij de steun van een factie hofeunuchen, die het hof tijdens zijn regeerperiode zouden domineren. In tegenstelling tot zijn bekwame vader bleek de nieuwe keizer een instabiele, wrede en grillige persoonlijkheid. Hij benoemde op zeker moment zijn favoriete muzikant tot generaal en hij begunstigde boeddhistische kloosters met extravagante giften. 
Yizong verwaarloosde echter het bestuur over de provincies. Het land kreeg tijdens zijn regeerperiode in toenemende mate te maken met opstanden, vooral in het zuiden. In 858 was er een grote opstand in het zuiden van Anhui en een jaar later in Zhejiang. Tussen 858 en 866 was er een oorlog tegen het koninkrijk Nan Chao die uitgevochten werd in de provincie Sichuan. In 870 brak er opnieuw oorlog uit met het koninkrijk. Muitende troepen uit de oorlog met Nan Chao trokken in 868 en 869 vanuit het zuiden plunderend naar de provincie Henan en sneden de hoofdstad Chang'an af van de productieve Yangzi-delta. De Tang-dynastie bleek niet meer in staat effectief gezag over het rijk uit te oefenen en zou dit gezag ook niet meer herwinnen onder de laatste keizers. 